# Operacja Fustian
Operacja Fustian – operacja brytyjskich sił powietrznodesantowych przeprowadzona podczas alianckiej inwazji na Sycylię w lipcu 1943 r. podczas II wojny światowej. Została wykonana przez 1 Brygadę Spadochronową bryg. Geralda Lathbury'ego, należącą do brytyjskiej 1 Dywizji Powietrznodesantowej. Ich celem był most Primosole nad rzeką Simeto. Celem operacji było wylądowanie brygady po obu stronach rzeki, a następnie przechwycenie mostu i zabezpieczenie otaczającego go terenu, dopóki nie dotrze tam brytyjski XIII Korpus, który trzy dni wcześniej wylądował na południowo-wschodnim wybrzeżu. Ponieważ most był jedynym przejściem przez tę rzekę i mógł dać brytyjskiej 8 Armii dostęp do równiny Katanii, spodziewano się, że zdobycie go przyspieszy postęp ofensywy i doprowadzi do ostatecznego pokonania sił Osi na Sycylii.
Wiele samolotów przewożących spadochroniarzy z Afryki Północnej zostało zestrzelonych lub uszkodzonych i zawróconych do bazy w wyniku działań wroga oraz bratobójczego ostrzału. Unikające działania pilotów rozproszyły brygadę na dużym obszarze i tylko odpowiednik dwóch kompanii wylądował w odpowiednich miejscach. Pomimo tego oraz silnej obrony oddziałów niemieckich i włoskich, brytyjscy spadochroniarze zdobyli most, odparli wszystkie kontrataki i przeciwstawili się przeważającym siłom wroga do zmroku. Odsiecz prowadzona przez 50 Dywizję Piechoty Northumbrian pod dowództwem gen. Sidneya Kirkmana, której brakowało środków transportu, znajdowała się w odległości 1,6 km od spadochroniarzy, kiedy zatrzymała się na noc. Do tego czasu, z powodu rosnących strat i brakujących zapasów, dowódca brygady spadochronowej, Gerald Lathbury wycofał się i oddał most Niemcom. Następnego dnia jednostki brytyjskie połączyły siły, a 9. batalion Lekkiej Piechoty Durham, przy wsparciu sił pancernych, próbował odbić most. Został on ostatecznie zabezpieczony dopiero trzy dni po rozpoczęciu operacji, kiedy inny batalion z Lekkiej Piechoty Durham, prowadzony przez spadochroniarzy, ustanowił przyczółek na północnym brzegu rzeki.
Zdobycie mostu Primosole nie doprowadziło do spodziewanego szybkiego postępu atakujących wojsk, ponieważ do tego czasu Niemcy zgromadzili siły i ustanowili linię obrony. Dopiero na początku następnego miesiąca 8 Armia zdobyła Katanię. Do tego czasu 1 Brygada Spadochronowa została wycofana na Maltę i nie uczestniczyła już w dalszej kampanii na Sycylii. Wyciągnięto wnioski z przebiegu operacji i wprowadzono je w życie w działaniach alianckich sił powietrznodesantowych przy kolejnych operacjach.

## Tło sytuacyjne

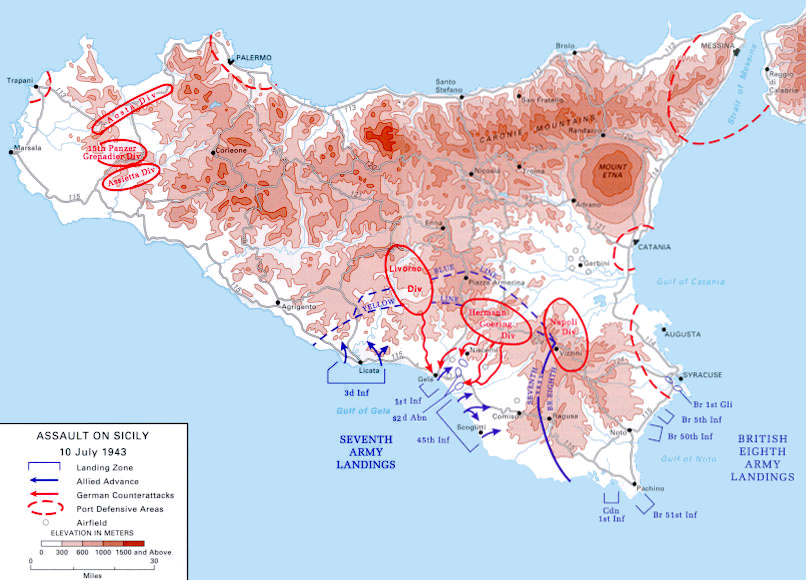
Schemat alianckich działań na Sycylii w lipcu 1943 r.

Po pokonaniu sił Osi w Afryce Północnej, kolejnym celem armii alianckich było przeskoczenie Morza Śródziemnego i lądowanie na południu Francji, na Bałkanach, Sycylii lub we Włoszech kontynentalnych. Zdecydowano się na lądowanie na Sycylii 10 lipca 1943 r. Aliancka 15 Grupa Armii dowodzona przez gen. Harolda Aleksandra, składała się ze świeżej amerykańskiej 7 Armii gen. George'a Pattona, który miał wylądować na zachodzie pomiędzy Licatą i Scoglitti oraz doświadczonej brytyjskiej 8 Armii gen. Bernarda Montgomery'ego, której zadaniem było wylądowanie na południowym wschodzie pomiędzy Przylądkiem Passero a Syrakuzami.
Oprócz lądowań z morza podczas inwazji planowano również desanty z powietrza. 82 Dywizja Powietrznodesantowa pod dowództwem gen. Matthew Ridgwaya miała zapewnić wsparcie 7 Armii, podczas gdy brytyjska 1 Dywizja Powietrznodesantowa gen. George'a Hopkinsona miała przeprowadzić desanty sił wielkości brygady wzdłuż wschodniego wybrzeża w celu wsparcia 8 Armii.
Pierwszą brytyjską operacją powietrznodesantową II Wojny światowej była operacja Ladbroke, którą przeprowadziła 1 Brygada Powietrznodesantowa pod dowództwem bryg. Philipa Hicksa w nocy z 9 na 10 lipca. Jej celem było zdobycie i przytrzymanie mostu Ponte Grande na obrzeżach Syrakuz. Druga zaplanowana brytyjska misja powietrznodesantowa, operacja Glutton, miała zostać podjęta przez 2 Brygadę Spadochronową pod dowództwem bryg. Ernesta Downa, w nocy z 10 na 11 lipca, w celu zdobycia mostu obok Augusty. Jednak okoliczności uległy nagłej zmianie i ta operacja została anulowana.
Trzecią brytyjską misją powietrznodesantową była operacja Fustian planowana do realizacji na noc 13–14 lipca przez 1 Brygadę Spadochronową pod dowództwem bryg. Geralda Lathbury'ego. Celem był most Primosole, przecinający rzekę Simeto na południe od Katanii. Obiekt ten był jedynym przejściem nad tą rzeką i jego zdobycie umożliwiłoby 8 Armii dostęp do równiny Katanii, a tym samym kontynuowanie uderzenia na północ; z kolei jego zniszczenie poważnie zaszkodziłoby dalszemu rozwojowi ofensywy. Po przejęciu mostu, brygada spadochronowa miała go bronić, dopóki nie zluzują jej jednostki lądowe 8 Armii zbliżające się z plaż.

### Siły brytyjskie
1 Brygada Spadochronowa pod dowództwem bryg. Lathbury'ego, składała się z 1., 2. i 3. batalionów spadochronowych, 16. spadochronowej kampanii sanitarnej, 1. szwadronu spadochronowego, Inżynierów Królewskich oraz 1. powietrznodesantowej baterii przeciwpancernej Artylerii Królewskiej. Bateria przeciwpancerna tak jak 1. szwadron spadochronowy została wyposażona w działa 6-funtowe. Mimo że formacja była brygadą spadochronową, jedynym sposobem na transport dział przeciwpancernych i jeepów wymaganych do ich przewożenia po wylądowaniu były szybowce. Transport artylerii drogą powietrzną był czymś nowym dla armii brytyjskiej i jakiejkolwiek armii w ogóle; był to pierwszy raz, kiedy jakakolwiek broń artyleryjska została przeniesiona na pole bitwy za pośrednictwem samolotów.
1 Brygada Spadochronowa była doświadczoną formacją, początkowo pod zwierzchnictwem 1 Dywizji Powietrznodesantowej, zanim została odłączona od dywizji, by walczyć w Afryce Północnej. Brygada brała udział w lądowaniu w Algierii w listopadzie 1942 r. oraz w następującej po niej bitwie o Tunezję, podczas której każdy z trzech batalionów spadochronowych brygady lądował samodzielnie za liniami wroga. To podczas tej kampanii 1 Brygada Spadochronowa otrzymała od Niemców przydomek Czerwone Diabły. Brytyjski batalion spadochronowy miał etatowo 556 żołnierzy w trzech kompaniach strzeleckich. Każda z kompanii została podzielona na trzy plutony. Plutony miały po trzy drużyny; każda drużyna dysponowała poza bronią osobistą jednym lkm-em Bren i 2-calowym moździerzem. Jedyną ciężką bronią w batalionie spadochronowym był pluton 3-calowych moździerzy oraz pluton karabinów maszynowych Vickers, które były częścią kompanii dowodzenia.

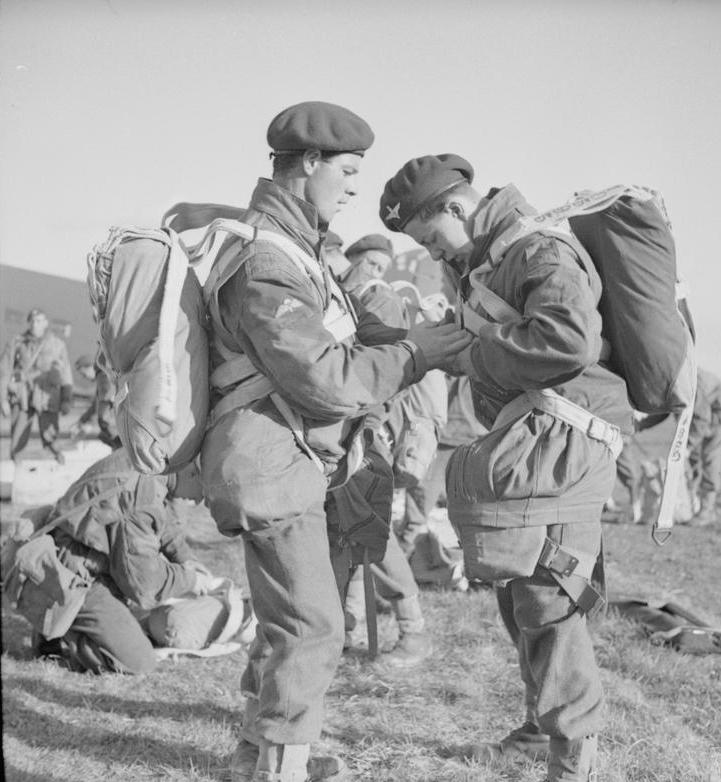
Brytyjscy spadochroniarze przed wzięciem udziału w treningowym skoku ze spadochronem w kwietniu 1944 r.

Zdecydowano, że spadochroniarze brygady wylądują na czterech oddzielnych strefach zrzutu, a szybowce wylądują w dwóch strefach lądowania. Spadochroniarzy 1 Batalionu Spadochronowego podzielono na dwie grupy, z których jedna miała wylądować w „strefie zrzutu 1” na północ od rzeki, a druga w „strefie zrzutu 2” na południe od niej. Po wylądowaniu obie grupy powinny skierować się do punktów zbiórki, zanim jednocześnie przeprowadzą atak na most z obu stron. 2. batalion spadochronowy miał wylądować na południe od mostu w „strefie zrzutu 3”, w obszarze pomiędzy kanałem Gornalunga a autostradą. 2. batalion miał następnie zaatakować i zająć trzy małe wzgórza, które otrzymały kryptonimy „Johnny I”, „Johnny II” i „Johnny III”. Ustalono, że wzgórza są zajęte przez włoskie oddziały o sile około plutonu. Po zabezpieczeniu wzgórz, batalion miał okopać się na nich i przygotować się do obrony przed kontratakiem z południa. 3. batalion spadochronowy miał wylądować w „strefie zrzutu 4”, ok. 900 m na północ od mostu. Jego celem było zabezpieczenie terenu w tym obszarze i obrona przed kontratakiem z kierunku Katanii. Siły szybowcowe brygady miały dwa lądowiska: „strefa lądowania 7” na północ od rzeki i „strefa lądowania 8” na południe od niej. Ze względu na złożoność planu lądowania i krótki czas pomiędzy jego rozpoczęciem a wykonaniem, Pathfinders należący do 21. samodzielnej kompanii spadochronowej mieli być zrzuceni w celu oznaczenia prawidłowych stref zrzutu. To była pierwsza operacja brytyjskich sił powietrznodesantowych, w której użyto Pathfinders. 21. samodzielna kompania spadochronowa dysponowała specjalnymi światłami obrysowymi oraz radiolatarniami Rebecca i Eureka, dzięki którym samoloty transportowe i szybowce były w stanie zidentyfikować strefę zrzutu i wrócić do bazy.
Starsi oficerowie 1 Dywizji Powietrznodesantowej zakładali, że podczas zdobycia mostu jednostka poniesie około 450 ofiar, z czego 25 proc. będą stanowić zabici lub zaginieni, a pozostałe 75 proc. zostanie rannych. Oceniono, że personel medyczny wszystkich trzech batalionów nie będzie w stanie poradzić sobie z taką liczbą poszkodowanych, dlatego do każdego batalionu spadochronowego dołączono po jednej sekcji z 16. spadochronowej kompanii sanitarnej, składającej się z jednego lekarza i 16 sanitariuszy. Pozostała część kompanii sanitarnej, składająca się z kwatery głównej z dwoma zespołami chirurgicznymi, miała być ulokowana razem z dowództwem brygady w budynkach gospodarczych na południe od mostu.
Po problemach z dwiema pierwszymi operacjami powietrznodesantowymi na Sycylii doradca Royal Air Force przydzielony do 1 Dywizji Powietrznodesantowej zasugerował, aby amerykańscy piloci C-47 przyjęli formację, którą latały bombowce RAF-u. Oznaczało to, że samoloty leciały w parach jeden za drugim z jedną minutą odstępu pomiędzy każdą parą, zamiast latać w zwykłej formacji na kształt litery „V”. Sugestie te zostały odrzucone przez amerykańskich pilotów, którzy w większości byli przedwojennymi pilotami cywilnych linii lotniczych, których szkolenie nie obejmowało żadnych instrukcji w sprawie nawigacji nocnej, a niedoświadczone załogi polegały w dużej mierze na śledzeniu samolotu lecącego z przodu.
Niezwiązaną z operacją Fustian, ale przeprowadzoną w tym samym czasie miała być akcja No. 3 Commando 13 km na południe od rzeki Simeto. Jednostka komandosów po desancie z morza miała zaatakować i zdobyć most Malati nad rzeką Leonardo.

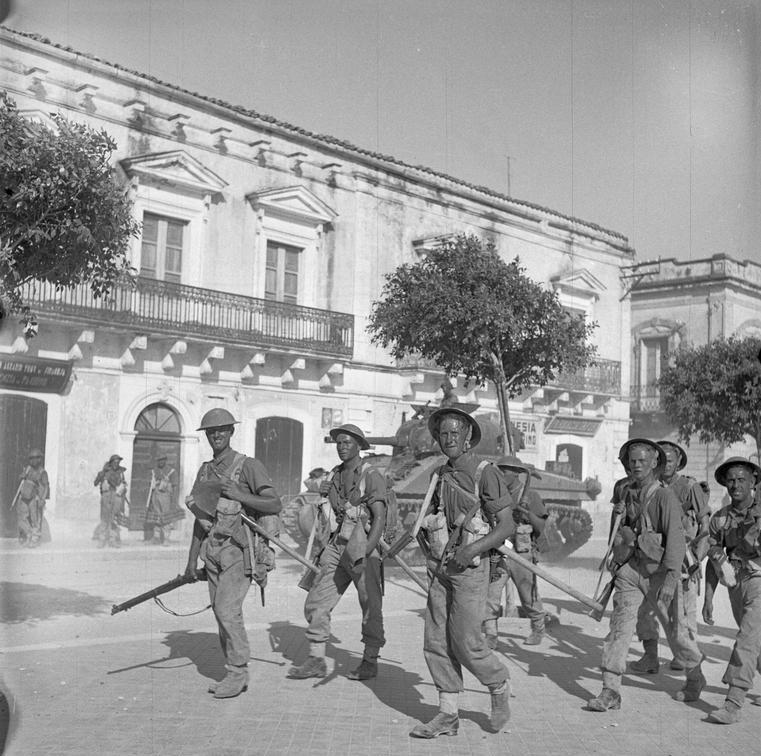
Sycylia 1943 r., brytyjska piechota z czołgiem M4 Sherman z tyłu

Posiłki zarówno dla komandosów, jak i spadochroniarzy miały pochodzić z brytyjskiego XIII Korpusu, dowodzonego przez gen. Milesa Dempseya. Korpus składał się z 5 Dywizji Piechoty, 50 Dywizji Piechoty Northumbrian i 4 Brygady Pancernej. Brygada pancerna z trzema pułkami była wyposażona w amerykańskie czołgi M4 Sherman. W godzinach porannych 13 lipca, dowódca 50 Dywizji, gen. Sidney Kirkman, został wezwany do dowództwa 8 Armii gen. Montgomery'ego. Tutaj został poinformowany o dwóch misjach brytyjskich komandosów i 1 Brygady Spadochronowej, a także o konieczności zdobycia nienaruszonych mostów. Zamiarem Montgomery'ego było, aby 50 Dywizja poprowadziła natarcie 8 Armii i przyszła z odsieczą komandosom i spadochroniarzom. Aby pomóc Kirkmanowi w tym zadaniu, Montgomery oddał pod jego dowództwo 4 Brygadę Pancerną. Montgomery nalegał, aby dywizja piechoty zwolniła brygadę spadochronową rankiem 14 lipca, co wymagałoby, aby jednostka przeszła około 40 km w ciągu 24 godzin. 50 Dywizja wylądowała 10 lipca i do tego czasu walczyła nieprzerwanie przez trzy dni. Przy dziennej temperaturze przez większość czasu sięgającej 38° C wielu żołnierzy było wycieńczonych i cierpiało z powodu udaru cieplnego. Sytuacja dywizji nie uległa poprawie z powodu poważnego błędu w ocenie sytuacji przez Montgomery'ego. Podczas planowania inwazji przecenił on siłę niemieckiego i włoskiego oporu wobec lądowań aliantów. Brytyjska 8 Armia składała się głównie z piechoty, czołgów i ciężkiej broni, ale była niedostatecznie wyposażona w środki transportu mechanicznego, więc wszelkie postępy 50 Dywizji musiałyby opierać się na trakcji pieszej.

### Siły Osi
Siły włoskie w rejonie mostu Primosole pochodziły głównie z 213 Dywizji Obrony Wybrzeża dowodzonej przez gen. Carlo Gottiego. Dywizje obrony wybrzeża były jednostkami drugoliniowymi, zwykle utworzonymi z mężczyzn po czterdziestym i pięćdziesiątym roku życia i miały na celu wykonywanie prac przy budowie umocnień lub innych obowiązków na drugiej linii. Ich oficerami, rekrutowanymi z miejscowej ludności, byli głównie mężczyźni, którzy przeszli już do rezerwy, ale zostali ponownie wezwani na służbę. Ich morale było niskie, nie tylko ze względu na sprzęt i broń drugiej kategorii. Zamierzano ulepszyć ich uzbrojenie za pomocą sprzętu przejętego od niedawno rozwiązanej francuskiej armii Vichy, ale kiedy broń ta przybyła na Sycylię, duża część stała się bezużyteczna z powodu złych warunków transportu (uszkodzenia mechaniczne i działanie wody morskiej), a do niektórych karabinów przydzielono niewłaściwy rodzaj amunicji lub w ogóle nie było do nich amunicji.

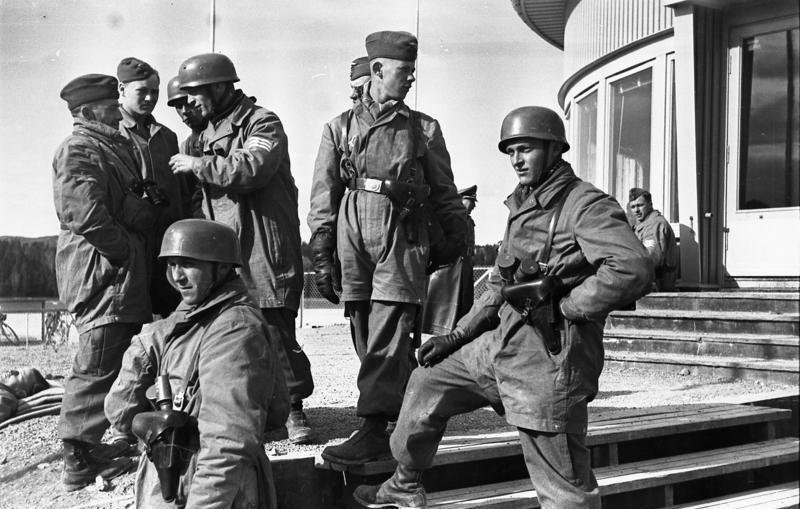
Fallschirmjägersi z 1 Dywizji Strzelców Spadochronowych w Oslo, 1940 r.

Włosi byli jednak wspierani przez niemieckich spadochroniarzy z 1 Dywizji Strzelców Spadochronowych, którym nakazano przeniesienie się z Francji na Sycylię. 1. batalion karabinów maszynowych Fallschirmjäger dowodzony przez mjr. Wernera Schmidta wylądował w Katanii podczas nalotu alianckiego rano 13 lipca. Ich samoloty i działa przeciwpancerne zostały zniszczone podczas nalotu, więc batalion wyszedł pieszo na most Primosole. Kiedy Schmidt poinformował dowódcę dywizji o swoich zamiarach, ten ostrzegł go, aby spodziewał się tej nocy lądowania nieprzyjaciela z morza lub z powietrza. Gdyby alianci wylądowali na tyłach dywizji, batalion Schmidta musiałby utrzymać most Primosole, aby dywizja mogła się wycofać. Ostrzeżony w ten sposób batalion karabinów maszynowych zaczął się okopywać i przygotowywać obronę około 1800 m na południe od mostu, aby poradzić sobie z każdym lądowaniem spadochroniarzy lub szybowców w tym obszarze.

### Most Primosole
Most Primosole zbudowany jest ze stalowych dźwigarów. Ma rozpiętość 120 m i wznosi się 2,4 m nad rzeką Simeto. Teren na północ od mostu to głównie gaje oliwne i migdałowe. Bezpośrednio na południe od mostu znajduje się kanał Gornalunga, a za nim trzy wysokie wzgórza. Droga przechodząca przez most to autostrada 114, która biegnie z Lentini 16 km na południe do Carlentini 11 km na północ. Dla obrony mostu, Włosi zbudowali cztery bunkry, dwa na północnym i dwa na południowym brzegu.

## Przebieg operacji

### Zrzut, 13–14 lipca
O godz. 19:30 13 lipca 1943 r. pierwsza partia samolotów, przewożąca 1856 żołnierzy 1 Brygady Spadochronowej, wystartowała z Afryki Północnej. Wykorzystano 105 samolotów Douglas C-47 Skytrain należących do 51 Skrzydła Transportu Lotniczego i po 51 maszyn z 60 i 62 Grupy Transportu Lotniczego, podczas gdy 64 Grupa Transportu Lotniczego dostarczyła pozostałe trzy. 38 Skrzydło Royal Air Force przekazało na potrzeby operacji jedenaście samolotów Armstrong Whitworth Albemarle. Za spadochroniarzami podążały samoloty holujące szybowce. Te samoloty, również dostarczone przez 38 Skrzydło, składały się z 12 Albemarle'ów i siedmiu Halifaxów, holujących 11 szybowców Airspeed Horsa i osiem szybowców Waco CG-4. Szybowce zostały użyte do przewozu 77 żołnierzy, głównie z baterii przeciwpancernej oraz ich dziesięciu 6-funtowych dział przeciwpancernych oraz 18 jeepów.

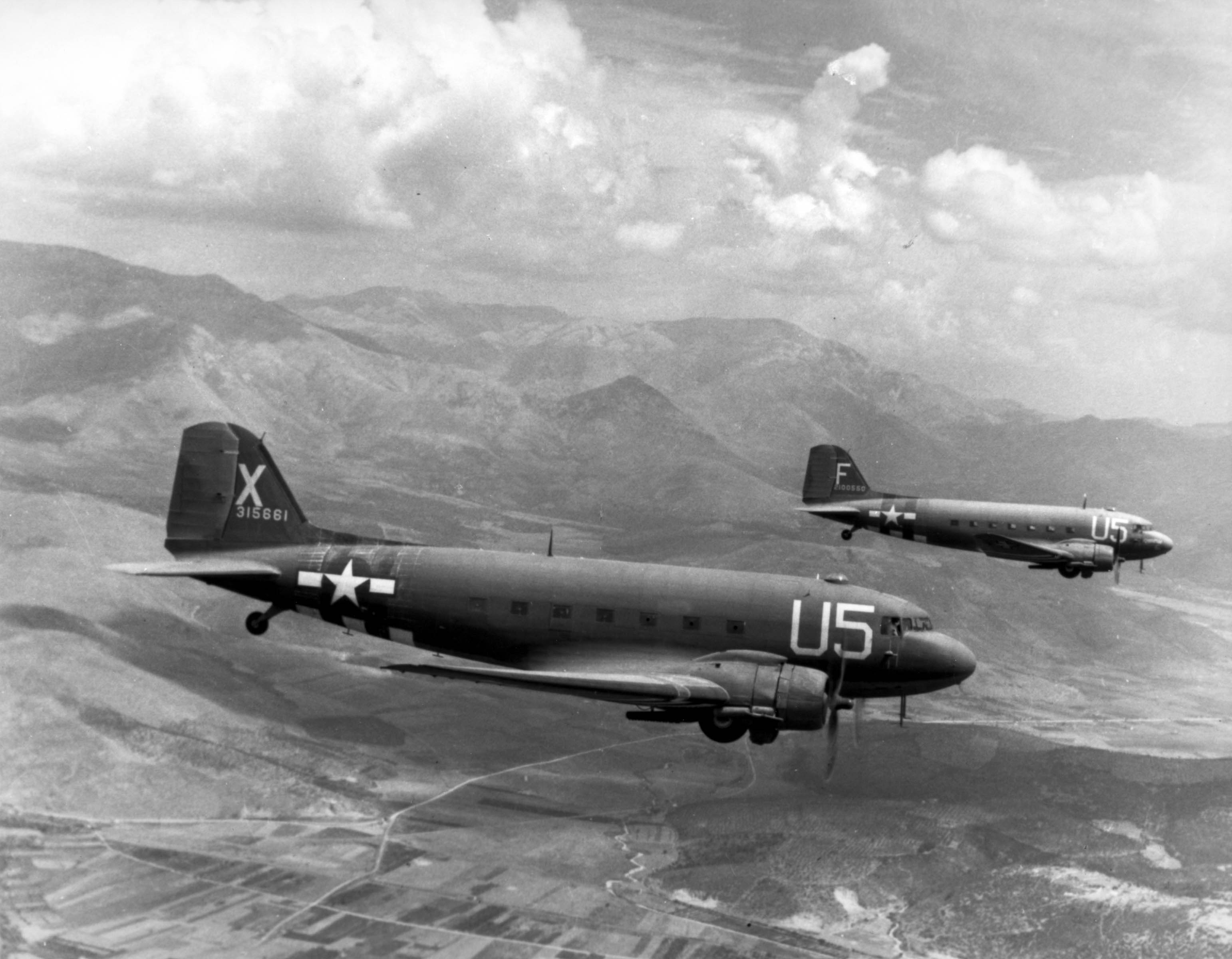
Para C-47 Skytrains, podobnych do 105 C-47 użytych w operacji Fustian

Trasa lotu samolotów prowadziła wokół południowo-wschodniego rogu Malty i nad wschodnie wybrzeże Sycylii. Trasę zmierzono, aby upewnić się, że pierwsze samoloty dotrą nad strefę zrzutu o 22:20. Kiedy maszyny przybyły nad Sycylię, miały pozostać 16 mil morskich od brzegu aż do ujścia rzeki Simeto, kiedy to skręciły w głąb lądu w poszukiwaniu stref zrzutu. 33 samoloty zboczyły jednak z kursu i zbliżyły się do alianckiego konwoju morskiego. Wcześniej ostrzeżono strzelców artylerii okrętowej, że mogą spodziewać się nalotu, dlatego omyłkowo otworzyli oni ogień do amerykańskich i brytyjskich samolotów. Dwie maszyny, próbujące uniknąć nieoczekiwanego ognia przeciwlotniczego, zderzyły się ze sobą i spadły do morza. Kolejne dwa zostały zestrzelone, a dziewięć było tak ciężko uszkodzonych, z ranną załogą i pasażerami, że musiały zawrócić w kierunku swoich lotnisk w Afryce Północnej.
Te samoloty, które dotarły nad wybrzeże Sycylii, zostały zauważone przez włoskie i niemieckie działa przeciwlotnicze, które zestrzeliły aż 37 z nich. Kolejnych dziesięć zostało uszkodzonych i zmuszonych do przerwania misji. Niektórzy z niedoświadczonych pilotów odmówili dalszego lotu. Ppłk Alastair Pearson, dowódca 1. batalionu spadochronowego, zdawszy sobie sprawę z tego, że jego samolot krąży w kółko, musiał zagrozić załodze zastrzeleniem ich z pistoletu, aby można było kontynuować misję. Ogień przeciwlotniczy i uniki podejmowane przez pilotów rozproszyły formacje samolotów, w wyniku czego zrzut spadochroniarzy został rozrzucony na dużym obszarze. Gwałtowne manewry wymijające spowodowały, że niektórzy spadochroniarze upadli na podłogę samolotu i nie byli w stanie dojść do drzwi, aby wyskoczyć, kiedy otrzymali taki rozkaz. Gdy bezpiecznie wrócili nad morze, niektórzy piloci odmówili ponownego podejścia, uważając, że ryzyko jest zbyt duże. Z ocalałych samolotów, które kontynuowały misję, tylko 39 udało się zrzucić spadochroniarzy w promieniu 800 m od właściwej strefy zrzutu. Najbardziej oddalone były niektóre grupy z 3. batalionu spadochronowego oraz Inżynierów Królewskich, które wylądowały 19 km na południe od mostu, podczas gdy kolejne cztery samoloty zrzuciły spadochroniarzy na Etnie w odległości 32 km na północ.
Ci z 1 Brygady Spadochronowej, którzy wylądowali w południowej strefie zrzutu, znajdowali się w zasięgu ognia z broni osobistej i zespołowej 1. batalionu karabinów maszynowych Fallschirmjäger. W ciemności Niemcy początkowo myśleli, że spadochroniarze są ich własnymi zrzutami posiłków, ale wkrótce zdali sobie sprawę ze swojego błędu i otworzyli ogień. Niektórzy z tych, którzy uciekli przed ostrzałem z karabinu maszynowego, zostali złapani w strefie zrzutu, a około 100 z nich stało się jeńcami wojennymi, gdy tylko dotknęli ziemi. W zamieszaniu podczas lądowania ok. 50 żołnierzy z 1. batalionu spadochronowego zgromadziło się w jednym miejscu, spontanicznie zaatakowało i zdobyło most, zanim 50 włoskich obrońców zdążyło go zniszczyć przy użyciu podłożonych ładunków wybuchowych. Wszyscy Włosi zostali wzięci do niewoli, tuż przed tym, jak druga grupa ok. 40 spadochroniarzy pod dowództwem bryg. Lathbury'ego przybyła na most. Lathbury zorganizował bezpieczne usunięcie ładunków wybuchowych i ustanowił linię obrony. Kolejni spadochroniarze nadal gromadzili się na moście i wkrótce zebrało się tu ok. 120 żołnierzy i przystąpiło do kopania okopów na północ i południe od obiektu.
Na południe od mostu utworzono kwaterę główną brygady i główną stację sanitariatu, dokąd przenoszono rannych z brygady. Z dala od głównej stacji opatrunkowej, medycy w strefie zrzutu 2. batalionu mieli 29 rannych, a 15 osób odniosło obrażenia w strefie zrzutu 1. batalionu.

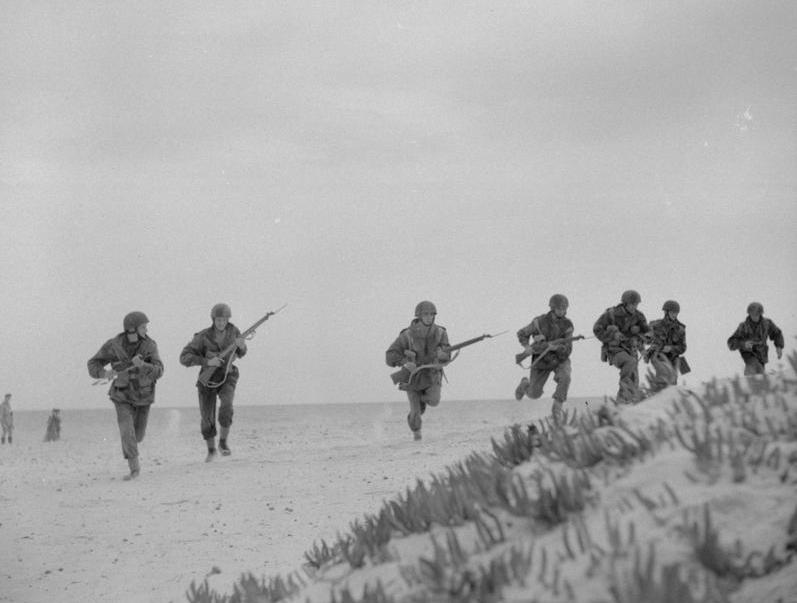
Brytyjscy spadochroniarze w ataku

Pierwsze ofiary lądowania szybowców miały miejsce już podczas startu, gdy rozbiły się dwa samoloty holujące szybowce Waco. Podczas lotu jeden z szybowców został za wcześnie wypuszczony przez holujący samolot i spadł do morza. Kiedy pozostali dotarli nad Sycylię, element zaskoczenia zniknął, a cztery szybowce zostały zestrzelone przez przybrzeżne baterie przeciwlotnicze. Zanim szybowce dotarły do stref lądowania, upłynęły dwie godziny od rozpoczęcia zrzutu spadochroniarzy. Jeden z pilotów szybowca skomentował później, że nie potrzebował dodatkowego naprowadzania, ponieważ światła eksplozji były jaśniejsze niż którykolwiek ze znaczników stref lądowania. Tylko cztery szybowce zdołały wylądować względnie nieuszkodzone, wszystkie pozostałe zostały dosięgnięte przez ogień z karabinów maszynowych niemieckich Fallschirmjägersów i zniszczone podczas podchodzenia do lądowania. Cztery nienaruszone szybowce przenosiły trzy działa przeciwpancerne, które zostały teraz włączone do systemu obrony mostu. Wraz z żołnierzami z szybowców, 1 Brygada Spadochronowa miała teraz 295 ludzi na moście. Niedobór siły ludzkiej nie był ich jedynym problemem; jedyną bronią wsparcia, jaką dysponowali, były działa przeciwpancerne, dwa 3-calowe moździerze i jeden karabin maszynowy Vickers.

### Walki o wzgórza i most, 14 lipca
Do godz. 4:30 14 lipca 1. batalion spadochronowy całkowicie kontrolował most Primosole, ale batalion karabinów maszynowych Fallschirmjäger był dobrze okopany na południu. Za nimi 140 żołnierzy 2. batalionu spadochronowego zajęło trzy małe wzgórza i wzięło ok. 500 jeńców włoskich. Liczebnie oba bataliony miały niewiele więcej żołnierzy niż kompania. 3. batalion spadochronowy ucierpiał najciężej po rozproszonym zrzucie i tylko kilku ludzi z jego składu przybyło na most. Bez własnej struktury dowodzenia, zostali oni tymczasowo dołączeni do 1. batalionu spadochronowego, aby pomóc w obronie mostu. Na północy włoski 372. batalion obrony wybrzeża i 10 Pułk Arditi zostali poinformowani o lądowaniu spadochroniarzy. Wielu żołnierzy z 372. batalionu opuściło pozycje, ale Pułk Arditi przeprowadził pierwszy z wielu ataków na pozycje brytyjskie. Ataki bez wsparcia ciężkiej broni były łatwe do odparcia.

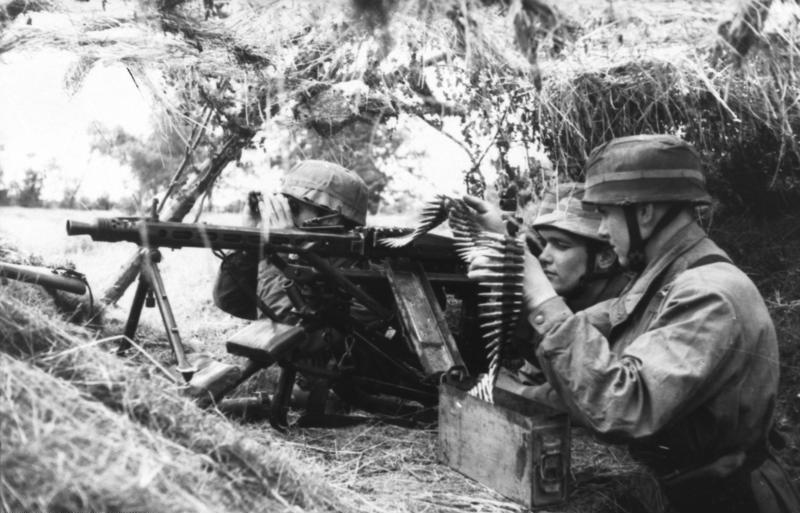
Fallschirmjägersi z karabinem maszynowym MG 42

Również o świcie rozpoczął się atak 1. batalionu karabinów maszynowych Fallschirmjäger, dysponującego zarówno bronią maszynową jak i moździerzami. Ich pierwszy atak był skierowany przeciwko pozycjom 2. batalionu spadochronowego i nie powiódł się. Jednak w czasie następnego ataku, później rano, udało się zdobyć Johnny II, drugie z małych wzgórz. Płk John Frost, dowodzący 2. batalionem spadochronowym, kazał natychmiast kontratakować, ale jego ludzie zostali odparci po poniesieniu wielu ofiar. O godzinie 9:00 oficerowi obserwacyjnemu przydzielonemu do 2. batalionu spadochronowego udało się nawiązać kontakt radiowy z brytyjskim krążownikiem HMS Newfoundland, który następnie wykorzystał swoje 6-calowe działa do ostrzelania pozycji niemieckich. Ostrzał z morza przyniósł pożądany efekt, powodując liczne ofiary w szeregach niemieckich i przycisnął wroga do ziemi. Odtąd niemiecki napór z południa ograniczał się do nękającego ostrzału z karabinów maszynowych. Rozpalony przezeń pożar zmusił 2. batalion spadochronowy do porzucenia wzgórza Johnny I, a resztki batalionu skoncentrowały się teraz na obronie wzniesienia Johnny III.
Na północ od mostu pod dowództwem kpt. Franza Strangenberga zgromadzono niemiecką grupę bojową liczącą 350 ludzi, w tym 1. kompanię, 1. batalion sygnałowy Fallschirmjäger, baterię przeciwlotniczą i niektóre działa przeciwpancerne. Strangenberg był w stanie rozpocząć swój pierwszy atak na most o godz. 14:00. Natarcie zostało odparte przez brytyjskich spadochroniarzy. W drugiej próbie Strangenberg wsparł atak trzema działami przeciwlotniczymi 88 mm. Tym razem strona niemiecka odniosła większy sukces, biorąc kilku jeńców i prawie docierając do mostu. Drugi atak pozwolił wywalczyć dobrą pozycję dla dział 88 mm, pozwalającą na ostrzał dwóch bunkrów na północnym brzegu. Do godz. 7:00 rano żołnierze 1. batalionu spadochronowego prawie nie mieli już amunicji i zostali zmuszeni do wycofania się na południową stronę mostu. Niemieckie działa zostały ponownie przesunięte do przodu i tym razem zniszczyły bunkry po południowej stronie. Obrońcom skończyły się zapasy, a wraz ze wzrostem liczby ofiar bryg. Lathbury podjął decyzję o oddaniu mostu Niemcom, a brygada spadochronowa cofnęła się o ponad kilometr. Spośród 295 żołnierzy, którzy byli na moście, do tej pory 115 straciło życie. Główna stacja opatrunkowa 16. spadochronowej kompanii sanitarnej nie mogła zostać przeniesiona ani ewakuowana i pozostała na ziemi niczyjej.
Włoski oficer wszedł do punktu opatrunkowego i poinformował personel medyczny, że są teraz jeńcami wojennymi, ale ponieważ leczyli ofiary z obu stron, pozwolono im pozostać na miejscu i kontynuować pracę. Leczenie rannych trwało cały dzień, a do godz. 22:00 chirurdzy przeprowadzili 21 operacji i opiekowali się 62 pacjentami brytyjskimi oraz 29 niemieckimi i włoskimi. O 18:30, pod osłoną ciemności Lathbury poprowadził resztę swoich ludzi do połączenia się z 2. batalionem spadochronowym.
Do świtu 14 lipca 50 Dywizja Piechoty Northumbrian zdołała pokonać tylko 16 km i wciąż znajdowała się w odległości 13 km od No 3 Commando na moście Malati i 24 km od mostu Primosole. Dopiero o godzinie 17:00 5. batalion Pułku East Yorkshire, wchodzący w skład 69 Brygady Piechoty, ostatecznie dotarł do mostu Malati, choć do tej pory komandosi zostali zmuszeni do wycofania się. Most został jednak szybko odbity; komandosi zdemontowali wcześniej ładunki wybuchowe, aby nie można było go wysadzić. Po zabezpieczeniu pierwszego celu brytyjska piechota kontynuowała swój marsz w kierunku brygady spadochronowej. Czołgi i niewielka ilość transporterów opancerzonych należących do 4 Brygady Pancernej zostały zatrzymane jeszcze dalej, w Carlentini, przez zniszczony most, dlatego 4 Brygada Pancerna wyruszyła dopiero po godz. 19:00.
50 Dywizja Northumbrian ostatecznie dotarła do Lentini, mniej więcej w połowie drogi od punktu wyjściowego do mostu Primosole, po południu. Tutaj ulice były zablokowane przez gruz, przykryte ogniem snajperów i karabinów maszynowych pozostawionych jako tylna straż przez wycofujących się Niemców. Do zmroku tylko jeden z batalionów 50 Dywizji Piechoty, 6. batalion Lekkiej Piechoty Durham ze 151 Brygady Piechoty, wspierany przez kilka czołgów, osiągnął pozycję 1,6 km od wzgórza Johnny II. Pomimo rozkazów, aby iść naprzód, żołnierze zatrzymali się na noc.

### Odzyskanie mostu, 15 lipca
Po wycofaniu się brygady spadochronowej siły Osi zgromadziły się na moście. Teraz składały się z włoskiego 372. batalionu obrony wybrzeża i batalionu Pułku Arditi, niemieckiego 1. batalionu karabinów maszynowych Fallschirmjäger i grupą bojową kpt. Stangenberga. Niemieckie dowództwo wiedziało, jak ważne jest utrzymanie mostu i z dnia na dzień wysłało posiłki, które przybyły na spadochronach. Pochodziły one z 1 Dywizji Strzelców Spadochronowych i składały się z 1. batalionu inżynierów Fallschirmjäger, 1. batalionu z 4 Pułku Fallschirmjäger i batalionu 1 Pułku Artylerii Fallschirmjäger. Inżynierowie Fallschirmjäger zaczęli tworzyć linię obronną na północ od mostu i mniejszą na południowym brzegu.

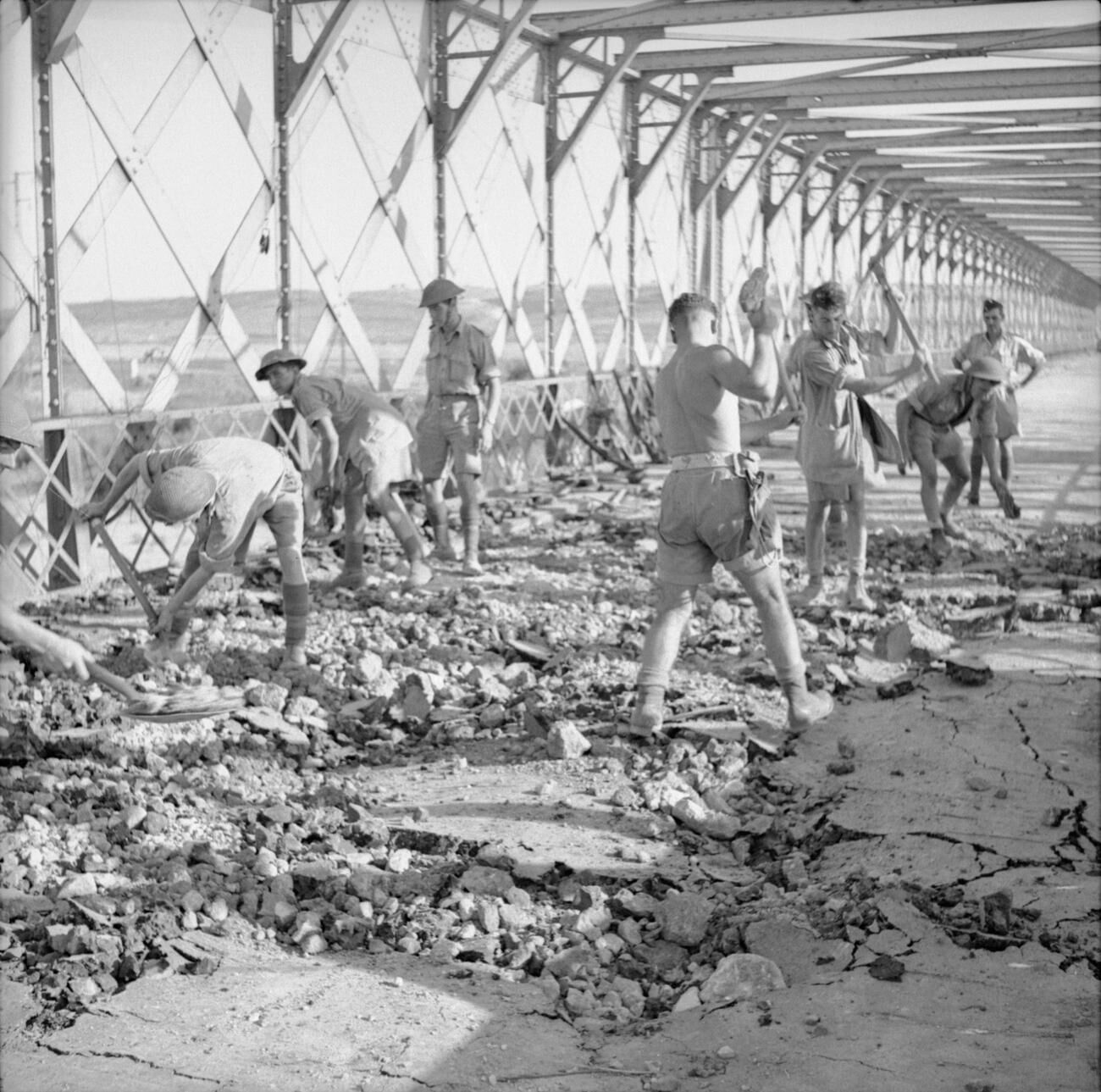
Inżynierowie Królewscy naprawiający most Primosole po zdobyciu go przez Brytyjczyków po raz drugi

Rankiem 15 lipca 1 Brygada Spadochronowa usłyszała strzały z dział czołgowych na południe od ich pozycji. Bryg. Lathbury wysłał patrol w celu zbadania, co się dzieje. Żołnierze zlokalizowali czołgi i piechotę XIII Korpusu, który zatrzymał się tuż na południe od nich poprzedniej nocy. 1 Brygada Spadochronowa i 50 Dywizja Northumbrian posunęły się teraz do przodu. Główna stacja opatrunkowa, która nadal leczyła rannych po schwytaniu jej przez wroga, została wyzwolona przez 2. batalion spadochronowy. Próbując odzyskać most Primosole, 9. batalion Lekkiej Piechoty Durham, wspierany przez 44 Królewski Pułk Pancerny, przeprowadził szereg ataków. W pewnym momencie żołnierzom udało się przejść przez most, ale trzy towarzyszące im czołgi Sherman zostały obezwładnione przez niemieckie działa 88 mm i bez wsparcia pancernego piechota została zmuszona do wycofania się. Jednak błąd komunikacji spowodował wycofanie się batalionu inżynierów Fallschirmjäger na północny brzeg rzeki, co pozwoliło Brytyjczykom zająć pozycję na południowym krańcu mostu. Na głównej stacji opatrunkowej chirurdzy operowali kolejnych 14 rannych do czasu przybycia karetek z XIII Korpusu o godz. 17:00 w celu ewakuacji rannych. O 18:00 główna stacja opatrunkowa została zamknięta, a żołnierze przenieśli się na wzgórze Johnny I. Przez cały czas, w którym stacja opatrunkowa była aktywna, chirurdzy wykonali 31 operacji, a sanitariusze opatrzyli 109 rannych.
Niemcy byli świadomi, że brytyjscy spadochroniarze zdemontowali ładunki wybuchowe na moście Primosole, dlatego teraz próbowali go zniszczyć, wjeżdżając na niego ciężarówkami wyładowanymi materiałami wybuchowymi. Wszystkie próby zakończyły się jednak niepowodzeniem.
W nocy 9. batalion Lekkiej Piechoty Durham kontynuował próby zdobycia mostu. Ich ataki skutecznie odwróciły uwagę Niemców, kiedy płk Pearson z 1. batalionu spadochronowego poprowadził dwie kompanie 8. batalionu Lekkiej Piechoty Durham przez rzekę Simeto, używając małego brodu do ustanowienia kolejnego przyczółka na północnym brzegu. Podczas całodziennej walki zarówno Brytyjczycy, jak i Niemcy ponieśli ciężkie straty, ale most został ostatecznie odzyskany przez brytyjską piechotę.
Opuszczając brytyjską 8 Armię, kontynuującą swój atak, o godz. 7:00 16 lipca 1 Brygada Spadochronowa została przetransportowana ciężarówkami do Syrakuz, gdzie została zaokrętowana na okręty LST. Tam spadochroniarze pozostali na noc, przeczekując dwugodzinny nalot, po czym popłynęli do Valletty o godz. 12:00 17 lipca. Podczas operacji Fustian stracili 141 zabitych, a 168 żołnierzy zaginęło lub zostało rannych.

## Następstwa
Operacja zakończyła się sukcesem; choć zwycięstwo zostało drogo okupione, częściowo z powodu bratobójczego ognia przeciwlotniczego. Tylko 40 proc. z 5 tys. zrzuconych spadochroniarzy wylądowało w pobliżu wyznaczonych stref zrzutu. Odzyskanie mostu Primosole nie spowodowało jednak szybkiego rozwoju ofensywy nad równiną Katanii przewidzianego przez Montgomery'ego. Wyczerpana 50 Dywizja Piechoty Northumbrian zajmowała pozycję opartą na moście. 5 Dywizja Piechoty przejęła szpicę natarcia, ale po kilku atakach nie mogła uczynić już żadnego postępu. Jej 13 Brygada Piechoty musiała ustanowić kolejny przyczółek przez Simeto, ale Niemcy przywieźli więcej żołnierzy i przygotowali pozycje obronne, a po ciężkich walkach dopiero 5 sierpnia 1943 r. 8 Armia wkroczyła do samej Katanii. Nastąpiły dalsze trudne boje i Brytyjczycy weszli do Mesyny tuż po amerykańskiej 7 Armii 17 sierpnia 1943 r.
Po zbadaniu problemów z misjami powietrznodesantowymi na Sycylii, brytyjska armia i lotnictwo przedstawiły pewne zalecenia. Załogi lotnicze mały być szkolone w operacjach spadochronowych i szybowcowych, a Pathfinders lądujący przed głównymi siłami musiały mieć wystarczająco dużo czasu na rozstawienie swoich radiolatarni. Plan lądowania został uproszczony, z kompletnymi brygadami lądującymi w jednej strefie zrzutu, zamiast mniejszych obszarów lądowania dla sił wielkości batalionu, stosowanych na Sycylii. Szybowce nie były już wypuszczane w nocy, gdy wciąż znajdowały się nad wodą, a ich strefy lądowania stały się wystarczająco duże, aby pomieścić samolot z miejscem do rozładunku. Po incydencie z bratobójczym ostrzałem od konwoju morskiego, załogi statków otrzymały więcej szkoleń w zakresie rozpoznawania samolotów, a maszyny alianckie zostały oznaczone trzema dużymi białymi paskami na skrzydłach (pasy inwazyjne). Zintensyfikowano szkolenie pilotów pułków szybowcowych oraz wprowadzono ulepszenia dla szybowców, w tym lepszą komunikację pomiędzy samolotami.
W celu usprawnienia transportu spadochroniarzy, aby uniknąć polegania wyłącznie na amerykańskich samolotach i pilotach, 38 Skrzydło Royal Air Force zostało rozszerzone, stając się 38 Grupą Transportu Lotniczego ze swoimi eskadrami Halifaxów, obsługiwanymi przez cztery eskadry Albemarle'ów i cztery eskadry Stirlingów. Aby wypracować inną metodę dostarczania jeepów i dział drogą powietrzną, siły powietrznodesantowe rozpoczęły eksperymenty ze zrzucaniem ich w walce, przewożąc jeepy i działa w lukach bombowych samolotu. Utworzono także drugą grupę transportową RAF-u, 46 Grupę Transportu Lotniczego i wyposażono ją wyłącznie w Dakoty, zamiast mieszanki różnych modeli samolotów jak w 38 Grupie. Po tych zmianach grupy transportowe Royal Air Force dostawały 88 Albemarle'ami, 88 Stirlingami, 36 Halifaxami i 150 Dakotami, łącznie 362 samolotami, oprócz maszyn utrzymywanych jako rezerwowe.
Wyciągnięto wnioski z niemal katastrofalnych zrzutów spadochronów na Sycylii, co utorowało drogę dla większych i bardziej udanych operacji powietrznodesantowych we Włoszech kontynentalnych, w Normandii i południowej Francji.